# Pari opportunità
Le pari opportunità sono un principio giuridico inteso come l'assenza di ostacoli alla partecipazione economica, politica e sociale di un qualsiasi individuo per ragioni connesse al genere, religione e convinzioni personali, razza e origine etnica, disabilità, età, orientamento sessuale o politico.
La discriminazione basata su religione o convinzioni personali, handicap, età o tendenze sessuali nei confronti di persone appartenenti a gruppi considerati oppressi è proibita in tutta l'Unione europea poiché può pregiudicare il conseguimento degli obiettivi del trattato CE, in particolare il raggiungimento di un elevato livello di occupazione e di protezione sociale, il miglioramento del tenore e della qualità della vita, la coesione economica e sociale, la solidarietà e la libera circolazione delle persone.

## Caratteristiche generali
Il principio, che si applica alle questioni di genere che vedono protagoniste le donne, si è esteso anche ad altre forme di discriminazione, sia sessista che di altro genere. Nell'ambito delle discriminazioni, si segnala la battaglia sociale delle associazioni di genitori separati che sostengono i genitori di sesso maschile che subiscono discriminazioni quando si separano, e che ha portato alla definizione del principio di bigenitorialità prima e di affido condiviso in seguito.
Altre forme di discriminazione che rientrano sotto un principio di pari dignità e opportunità riguardano i disabili e in generale ogni forma di discriminazione basata sull'età, sull'etnia, sulla fede, che nega per principio a una categoria di persone quei diritti che sono garantiti a tutte le altre, soprattutto nel campo del lavoro e della giustizia.

## Nell'Unione Europea
Sin dalla sua creazione la Comunità europea ha riconosciuto il principio della parità di retribuzione e, su questa base, ha sviluppato un insieme coerente di leggi mirate a garantire pari diritti in materia di accesso all'occupazione, di formazione professionale, di condizioni di lavoro e, in ampia misura, in materia di protezione sociale.
Già nel 1957, l'art. 119 dei Trattati istitutivi della Comunità europea definisce il principio di parità delle retribuzioni tra lavoratori di sesso maschile e femminile per uno stesso lavoro, ma tale articolo rimase tuttavia sostanzialmente relegato a un'affermazione formale.
La svolta arrivò nel momento in cui, proprio dal 1975, la Comunità Europea, iniziò ad emanare le prime direttive in materia di parità di retribuzione e di trattamento e in particolare la Direttiva 75/117/CEE del Consiglio del 10/02/1975 per il ravvicinamento delle legislazioni degli stati membri relative all'applicazione del principio della parità delle retribuzioni tra i lavoratori di sesso maschile e quelli di sesso femminile. Notevole importanza ebbe anche la sentenza della Corte di giustizia europea dell'8 aprile 1976 in cui si statuiva che l'art. 119 del Trattato di Roma :"... impone indistintamente a tutti gli Stati membri di osservare, nel campo retributivo, il principio di non discriminazione tra i sessi." La causa, iniziata nel 1970 e conosciuta come Defrenne contro Sabena fu un lungo procedimento portato avanti dalla giurista belga Éliane Vogel-Polsky considerata la paladina dell'articolo 119. 
Le direttive successive del 1976 - Direttiva 76/207/CEE del Consiglio del 09/02/1976 relativa all'attuazione del principio della parità di trattamento fra gli uomini e le donne per quanto riguarda l'accesso al lavoro, alla formazione e alla promozione professionali e le condizioni di lavoro - del 1978 - Direttiva 79/7/CEE del Consiglio del 19/12/1978 - e del 1986 - Direttiva 86/378/CEE del Consiglio del 24/07/1986 relativa all'attuazione del principio della parità di trattamento tra gli uomini e le donne nel settore dei regimi professionali di sicurezza sociale e Direttiva 86/613/CEE del Consiglio dell'11/12/1986 relativa all'applicazione del principio della parità di trattamento fra gli uomini e le donne che esercitano un'attività autonoma, ivi comprese le attività nel settore agricolo, e relativa altresì alla tutela della maternità - ampliano ulteriormente lo schema concettuale e legislativo: al concetto di parità di retribuzione si affianca quello di parità di trattamento per quanto riguarda l'accesso al lavoro, alla formazione e alla promozione professionale e le condizioni di lavoro; la parità di trattamento implica l'assenza di discriminazioni dirette e indirette fondate sul sesso in riferimento soprattutto allo stato matrimoniale e familiare.
Nel 1984 con la Raccomandazione del Consiglio delle Comunità Europee n. 635 del 13 dicembre 1984 sulla promozione di azioni positive a favore delle donne, le azioni positive (o discriminazioni positive) diventano lo strumento operativo della politica europea per promuovere la partecipazione delle donne a tutti i livelli ed in tutti i settori dell'attività lavorativa.
Le azioni positive possono essere classificate in azioni di natura promozionale, cioè volte al superamento di posizioni di svantaggio delle donne nel mondo del lavoro, e di natura risarcitoria, che propongono soluzioni alle discriminazioni in atto, con particolare riferimento alle retribuzioni o alla carriera. Le azioni positive hanno lo scopo di:
- eliminare le disparità nella formazione scolastica e professionale, nell'accesso al lavoro, nella progressione e nello svolgimento dell'attività lavorativa;
- favorire la diversificazione delle scelte professionali delle donne, il loro accesso al lavoro autonomo e alla formazione imprenditoriale;
- superare la distribuzione del lavoro in base al sesso, che provoca effetti negativi per le donne;
- promuovere l'inserimento delle donne nelle attività in cui sono meno presenti e ai livelli di responsabilità;
- favorire l'equilibrio fra responsabilità familiari e professionali e una loro migliore ripartizione fra i sessi.

Con la Raccomandazione 87/567/CEE della Commissione del 24/11/1987 sulla formazione professionale delle donne si raccomanda agli Stati membri di seguire una politica intesa a favorire la partecipazione delle donne giovani ed adulte alle azioni di formazione, specie a quelle connesse con le professioni del futuro ed a sviluppare misure specifiche, soprattutto per quanto riguarda la formazione per professioni nelle quali le donne sono sottorappresentate.
Nel 1989 è stata adottata dal Parlamento Europeo la Carta Comunitaria dei diritti sociali fondamentali dei lavoratori con la quale viene ribadita la necessità di combattere ogni forma di discriminazione basata sul sesso. Infine, il trattato di Nizza all'art. 20, e la Direttiva 2000/43/CE hanno ribadito il divieto di la discriminazione per età nei luoghi di lavoro.

### Anni novanta del XX secolo
La Risoluzione del Consiglio del 29/05/1990 sulla tutela della dignità degli uomini e delle donne nel mondo del lavoro, nell'affermare inaccettabile ogni comportamento a connotazione sessuale, o qualsiasi altro tipo di comportamento, basato sul sesso, compreso quello di superiori e colleghi, che offenda la dignità degli uomini e delle donne nel mondo del lavoro, invita gli Stati membri a promuovere l'informazione e la sensibilizzazione dei datori di lavoro e lavoratori per scoraggiare comportamenti indesiderati a connotazione sessuale, o qualsiasi altro comportamento, basato sul sesso, che offenda la dignità degli uomini e delle donne nel mondo del lavoro. Con questa Risoluzione e la successiva Raccomandazione 92/131/CEE della Commissione del 27/11/1991 sulla tutela della dignità delle donne e degli uomini sul lavoro la Commissione decide di elaborare un Codice di Condotta sulla tutela della dignità delle donne e degli uomini sul lavoro, che fornisca orientamenti basati su esempi e sulle prassi più appropriate esistenti negli Stati membri per avviare e perseguire una politica positiva intesa a creare un ambiente di lavoro in cui uomini e donne rispettino reciprocamente l'inviolabilità della loro persona.
Dichiarazione del Consiglio, del 19 dicembre 1991, relativa all'applicazione della raccomandazione della Commissione sulla tutela della dignità delle donne e degli uomini nel mondo del lavoro, compreso il codice di condotta volto a combattere le molestie sessuali.
Direttiva 92/85/CEE del Consiglio, del 19 ottobre 1992, concernente l'attuazione di misure volte a promuovere il miglioramento della sicurezza e della salute sul lavoro delle lavoratrici gestanti, puerpere o in periodo di allattamento (decima direttiva particolare ai sensi dell'articolo 16, paragrafo 1 della direttiva 89/391/CEE). Prevede un congedo di maternità di almeno 14 settimane ininterrotte ripartite prima e/o dopo il parto; il mantenimento della retribuzione e/o il versamento di una indennità adeguata durante il periodo di congedo; il divieto di licenziamento dall'inizio della gravidanza sino al termine del congedo; la riorganizzazione temporanea delle condizioni e dei tempi di lavoro o l'esonero da esso se rischioso per la salute della donna (la direttiva è stata recepita in Italia solo nella parte riguardante la salute, attraverso il decreto legislativo n. 645 del novembre ‘96: in esso si individuano ulteriori rischi e fattori di nocività ai quali è vietato esporre le donne durante il periodo di gravidanza).
Trattato di Maastricht sull'Unione europea del 1º novembre 1993. L'art.119 sancisce l'applicazione dei principio di parità di retribuzione tra lavoratori e lavoratrici per un medesimo lavoro, senza discriminazione fondata sul sesso, ferma restando la facoltà data ad ogni Stato membro di mantenere o adottare misure che prevedano vantaggi specifici intesi a facilitare l'esercizio di un'attività professionale da parte delle donne, ovvero a prevenire o compensare svantaggi nella loro carriera professionale.
Risoluzione del Consiglio e dei rappresentanti dei governi degli Stati membri del 6 dicembre 1994. La risoluzione rivolge agli Stati membri l'invito a sviluppare politiche che concilino gli obblighi familiari con gli obblighi professionali e che integrino le politiche a favore delle donne nelle politiche economiche, finanziarie, sociali e del mercato del lavoro attraverso, anche, lo sviluppo di nuove azioni previste da programmi orientati verso le donne. Gli Stati membri hanno, inoltre, il compito di sostenere la Commissione nella preparazione del quarto programma d'azione comunitario a medio termine sulle pari opportunità tra uomini e donne per il 1996-2000 e di tenere conto delle responsabilità e delle competenze delle parti sociali. Invitano, pertanto, le parti sociali ad adoperarsi affinché nelle imprese e nei settori professionali siano favoriti l'introduzione e l'organizzazione di orari flessibili, il lavoro a tempo parziale e il reinserimento professionale. Sollecitano, inoltre, un'adeguata partecipazione alla formazione professionale nelle imprese e ai negoziati collettivi per affrontare la questione della parità di retribuzione e della soppressione della discriminazione fondata sul sesso. In ultimo “sponsorizzano” la rappresentanza delle donne negli organi decisionali.
Risoluzione del Consiglio, del 27 marzo 1995, relativa al recepimento e all'applicazione della legislazione comunitaria nel settore sociale. Afferma che l'effetto di un'equilibrata partecipazione di donne e uomini al processo decisionale e una divisione delle responsabilità tra donne e uomini in tutti i campi costituisce una condizione importante per la parità tra donne e uomini. Invita inoltre gli Stati membri a provocare mutamenti di strutture di atteggiamenti indispensabili a creare una vera parità di accesso degli uomini e delle donne agli incarichi decisionali nel campo politico, economico, sociale e culturale.
Risoluzione del Consiglio e dei Rappresentanti dei governi degli Stati membri riuniti in sede di Consiglio, del 5 ottobre 1995, concernente l'immagine dell'uomo e della donna nella pubblicità e nei mezzi di comunicazione.
Comunicazione della Commissione n.336 del 17/07/1996 - Codice di Condotta relativo all'Applicazione del Principio di Parità di Retribuzione fra Donne e Uomini per un Lavoro di Pari Valore. L'obiettivo del codice è quello di fungere da strumento di lavoro per il maggior numero possibile di operatori in questo campo di ambo i sessi che possono promuovere nei fatti il principio di parità retributiva tra uomini e donne per un lavoro di pari valore. La Commissione, in cooperazione e/o di concerto con le parti sociali ed altre istanze adeguate, potrà valorizzare e/o sostenere iniziative intese a promuovere, ad esempio: o campagne di sensibilizzazione e di informazione sulla parità retributiva per un lavoro di pari valore, destinate in particolare ai datori di lavoro, ai lavoratori dipendenti e/o ai loro rappresentanti, nonché ai negoziatori dei contratti collettivi; o la formazione di esperti che possano studiare e proporre soluzioni pratiche per risolvere situazioni riguardanti la parità retributiva; o una maggiore partecipazione delle donne ai processi di fissazione delle retribuzioni tramite contratti collettivi; o identificazione, esame e scambio di buone prassi che possano arricchire il codice illustrando gli orientamenti operativi che egli propone, nonché la loro attuazione pratica.
Raccomandazione 96/694/CE del Consiglio del 02/12/1996 riguardante la partecipazione delle donne e degli uomini al processo decisionale esprime la necessità di combattere la disuguale rappresentanza degli uomini e delle donne nelle istituzioni dell'UE e in ogni organo decisionale, sollecita la promozione e la sistematica raccolta e pubblicazione di dati statistici comparabili a livello nazionale ed europeo, sollecita la promozione di un equilibrio di genere in tutti i settori politici e in tutti i comitati a livello di UE e a livello nazionale e internazionale, equilibrio che dovrebbe consistere in una rappresentanza non inferiore al 40% per ciascun sesso. Il Parlamento constata in particolare che l'applicazione di quote rosa, in quanto misura transitoria, contribuisce a riequilibrare la partecipazione degli uomini e delle donne alla vita politica e auspica la formazione e l'informazione politica delle donne candidate da parte dei partiti affinché queste ultime possano affrontare con fiducia la vita politica.
Direttiva 96/34/CE del Consiglio del 3 giugno 1996 concernente l'accordo quadro sul congedo parentale concluso dall'UNICE (Union des Industries de la Communauté européenne), dal CEEP (European Centre of Employers and Enterprises providing Public services) e dalla CES (Confederazione europea dei sindacati). L'accordo stabilisce prescrizioni minime volte ad agevolare la conciliazione delle responsabilità professionali e familiari dei genitori che lavorano e si applica a tutti i lavoratori, di ambo i sessi, aventi un contratto o un rapporto di lavoro definito dalla legge, da contratti collettivi o dalle prassi vigenti in ciascuno Stato membro. Prevede, tra le altre cose, un congedo parentale di almeno 3 mesi per figli sino a 8 anni di età. Il congedo è un diritto individuale del genitore (sia madre che padre) e quindi, in via di principio, non trasferibile.
Direttiva 96/97/CE del Consiglio del 20 dicembre 1996 che modifica la direttiva 86/378/CEE relativa all'attuazione del principio della parità di trattamento tra uomini e donne nei regimi professionali di sicurezza sociale.
Trattato di Amsterdam del 2 ottobre 1997 che modifica il trattato sull'Unione europea. Gli artt. 2, 3, 13, 118, 119 richiamano i generali principi di parità e pari opportunità tra uomini e donne, l'eliminazione di ogni forma di ineguaglianza e discriminazione fondata sul sesso, la razza o l'origine etnica, la religione o le convinzioni personali, gli handicap, l'età o le tendenze sessuali, la parità tra uomini e donne di opportunità sul mercato del lavoro e di trattamento sul lavoro, di retribuzione. Il Trattato sancisce l'impegno della Comunità Europea a sostenere quegli Stati che applicano il principio della parità della retribuzione a parità di lavoro. Attua, in linea di massima, le risoluzioni adottate a Pechino nel corso della Quarta Conferenza Mondiale sulle donne dell'O.N.U. in tema di empowerment e mainstreaming: l'art. 13 introduce la procedura con cui predisporre i provvedimenti opportuni per combattere le discriminazioni fondate sul sesso, rendendo così sistematico il principio del mainstreaming.
Risoluzione del Parlamento europeo del 12 giugno 1997 sulla comunicazione della Commissione dal titolo "Codice di condotta per l'applicazione della parità retributiva tra uomini e donne per lavoro di pari valore". La risoluzione ribadisce come il codice possa contribuire alla creazione di sistemi di classificazione e valutazione del lavoro più neutri da un punto di vista sessuale e servire da strumento per rimuovere gli elementi salariali iniqui, quali premi e prestazioni non giustificati dalle esigenze di lavoro e dalle relative mansioni; esprime soddisfazione per il fatto che il codice venga considerato come uno strumento pratico per le parti sociali e che queste abbiano contribuito alla sua stesura; sottolinea che il codice deve applicarsi a tutti i lavoratori dipendenti (compresi gli apprendisti e i lavoratori a domicilio) con contratti a tempo pieno, a tempo parziale, interinali o temporanei, a prescindere dall'anzianità; ritiene che una campagna di informazione, formazione e sensibilizzazione, diretta tra l'altro alle parti sociali e ai loro rappresentanti, costituisca una condizione fondamentale negli sforzi per ridurre i differenziali salariali ancora esistenti
Direttiva 97/81/CE del Consiglio del 15 dicembre 1997 relativa all'accordo quadro sul lavoro a tempo parziale concluso dall'UNICE, dal CEEP e dalla CES. Si propone di facilitare il part-time su base volontaria, eliminando gli ostacoli al suo sviluppo, migliorandone la qualità ed evitando discriminazioni per chi lavora a tempo parziale.
Direttiva 97/80/CE del Consiglio del 15 dicembre 1997 riguardante l'onere della prova nei casi di discriminazione basata sul sesso. La direttiva mira a garantire un'accresciuta efficacia dei provvedimenti adottati dagli Stati membri in applicazione del principio della parità di trattamento, diretti a consentire a chiunque si ritenga leso dalla inosservanza nei suoi confronti di tale principio, di ottenere il riconoscimento dei propri diritti per via giudiziaria, dopo l'eventuale ricorso ad altri organi competenti. Gli Stati membri adottano i provvedimenti necessari affinché spetti alla parte convenuta provare l'insussistenza della violazione del principio di parità di trattamento ove chi si ritiene leso abbia prodotto, dinanzi ad un organo competente, elementi di fatto.

### Il nuovo millennio
Carta dei diritti fondamentali dell'Unione europea - Nizza 7 dicembre 2000. La Carta dei diritti fondamentali dell'Unione europea riprende in un unico testo, per la prima volta nella storia dell'Unione europea, i diritti civili, politici, economici e sociali dei cittadini europei nonché di tutte le persone che vivono sul territorio dell'Unione. Con l'art. 21 viene ribadito il divieto di qualsiasi forma di discriminazione. L'art. 23 Parità tra uomini e donne recita: 
Risoluzione del Consiglio e dei Ministri incaricati dell'occupazione e della politica sociale riuniti in sede di Consiglio del 29/06/2000 concernente la partecipazione equilibrata delle donne e degli uomini all'attività professionale e alla vita familiare. Contenuti principali della risoluzione: attuazione del "mainstreaming", inteso come integrazione della parità di opportunità tra le donne e gli uomini nel complesso delle politiche ed azioni comunitarie; sviluppo di politiche di conciliazione fra la vita familiare e professionale che abbiano come obiettivo l'inserimento di sistemi di facilitazione della gestione delle responsabilità lavorative e personali della donna e dell'uomo nel tessuto sociale.
Direttiva 2000/43/CE del Consiglio, del 29 giugno 2000, che attua il principio della parità di trattamento fra le persone indipendentemente dalla razza e dall'origine etnica. La direttiva mira a stabilire un quadro per la lotta alle discriminazioni fondate sulla razza o l'origine etnica, al fine di rendere effettivo negli Stati membri il principio della parità di trattamento. Altri temi affrontati: protezione delle vittime, disagio sociale, diffusione delle informazioni.
Direttiva 2000/78/CE del Consiglio, del 27 novembre 2000, che stabilisce un quadro generale per la parità di trattamento in materia di occupazione e di condizioni di lavoro. Nello specifico la direttiva, dopo aver definito la nozione di discriminazione, individua il campo di applicazione del provvedimento, le azioni e le misure specifiche dirette ad evitare le discriminazioni sul luogo di lavoro.
Direttiva 2002/73/CE del Parlamento europeo e del Consiglio, del 23 settembre 2002, (che modifica la direttiva 76/207/CEE del Consiglio del 9 febbraio 1976) relativa all'attuazione del principio della parità di trattamento tra gli uomini e le donne per quanto riguarda l'accesso al lavoro, alla formazione e alla promozione professionali e le condizioni di lavoro.
Raccomandazione Rec(2003)3 del Comitato dei Ministri agli Stati Membri del 12/03/2003 sulla partecipazione equilibrata delle donne e degli uomini ai processi decisionali politici e pubblici. Agli Stati membri viene raccomandato di:
- impegnarsi a promuovere una rappresentanza equilibrata delle donne e degli uomini riconoscendo pubblicamente che una equa ripartizione del potere decisionale tra donne ed uomini di diversa cultura ed età rafforza ed arricchisce la democrazia;
- proteggere e di promuovere la parità dei diritti politici delle donne e degli uomini, compreso il diritto di eleggibilità e la libertà di associazione;
- assicurarsi che le donne e gli uomini possano esercitare individualmente il loro diritto di voto e, a tal fine, di prendere tutte le misure necessarie alla eliminazione della pratica del voto famigliare;
- rivedere la propria legislazione e le proprie prassi al fine di assicurarsi che le strategie e le misure descritte nella presente raccomandazione siano applicate e messe in opera;
- promuovere e di incoraggiare misure particolarmente tese a stimolare e sostenere nelle donne la volontà di partecipare ai processi decisionali nella vita politica e pubblica;
- decidere obiettivi a termine definito per giungere ad una partecipazione equilibrata delle donne e degli uomini ai processi decisionali politici e pubblici;
- diffondere la raccomandazione presso tutte le istituzioni pubbliche interessate, nonché gli organi pubblici e privati, in particolare i Parlamenti nazionali, le collettività locali e regionali, i partiti politici, la funzione pubblica, gli organismi pubblici e semi pubblici, le imprese, i sindacati, le organizzazioni dei datori di lavoro e le organizzazioni non governative;
- garantire il monitoraggio e la valutazione dei progressi realizzati in materia di partecipazione equilibrata delle donne e degli uomini ai processi decisionali nella vita politica e pubblica e di sottoporre regolari rapporti al Comitato dei Ministri sulle misure adottate ed i progressi compiuti in questo settore.

Direttiva 2004/113/CE del Consiglio del 13/12/2004 che attua il principio della parità di trattamento tra uomini e donne per quanto riguarda l'accesso a beni e servizi e la loro fornitura.
Direttiva 2006/54/CE del Parlamento Europeo e del Consiglio del 05/07/2006 riguardante l'attuazione del principio delle pari opportunità e della parità di trattamento fra uomini e donne in materia di occupazione e impiego (rifusione). Nei regimi professionali di sicurezza sociale è vietata qualsiasi discriminazione diretta o indiretta fondata sul sesso, specificamente per quanto riguarda: il campo d'applicazione di tali regimi e relative condizioni d'accesso; l'obbligo di versare i contributi e il calcolo degli stessi; il calcolo delle prestazioni, comprese le maggiorazioni da corrispondere per il coniuge e per le persone a carico, nonché le condizioni relative alla durata e al mantenimento del diritto alle prestazioni.

## Normativa italiana
La moderna normativa sulle pari opportunità è anticipata, in Italia, dalla Costituzione agli artt. 3, 37, 51 e 117.
I principi delle pari opportunità definiti nella normativa europea, sono stati recepiti in Italia con il D.Lgs. 215/2003, il D.Lgs. 216/2003 e la L. 67/2006.
Il Decreto legislativo 11/04/2006 nº 198 (G.U. 31/05/2006) è conosciuto come "Codice delle pari opportunità tra uomo e donna". Questo provvedimento pone le basi del riassetto delle disposizioni vigenti in materia di pari opportunità e stabilisce:
- il divieto di discriminazione tra uomo e donna;
- istituzione, funzioni, durata e composizione della Commissione per le pari opportunità fra uomo e donna;
- costituzione, compiti e funzionamento del Comitato nazionale per l'attuazione dei principi di parità di trattamento ed uguaglianza di opportunità tra lavoratori e lavoratrici;
- istituzione, compiti e funzioni del Collegio per l'istruzione degli atti relativi alla individuazione e alla rimozione delle discriminanti;
- attività del Comitato per l'imprenditoria femminile.

Il Decreto individua le varie forme di discriminazione e pone il divieto a qualsiasi tipo di discriminazione:
- nell'accesso al lavoro;
- nella retribuzione;
- nelle prestazioni lavorative e nella carriera;
- nell'accesso alle prestazioni previdenziali;
- nell'accesso agli impieghi pubblici;
- nell'arruolamento nelle forze armate e nei corpi speciali
- nell'arruolamento nelle forze armate e nel corpo della Guardia di Finanza;
- nelle carriere militari.

Individua inoltre alcune forme di finanziamento specifiche.
Il Decreto Legislativo nº 5 del 25/10/2010 (G.U. nº 29 del 5/02/2010) modifica il D.lgs. 198/06 "Codice delle pari opportunità" e rafforza il principio della parità di trattamento e di opportunità fra donne e uomini e prevede sanzioni più severe in caso di violazione di tali principi.
La legge 183 del 4 novembre 2010 “Deleghe al Governo in materia di lavori usuranti, di riorganizzazione di enti, di congedi, aspettative e permessi, di ammortizzatori sociali, di servizi per l'impiego, di incentivi all'occupazione, di apprendistato, di occupazione femminile, nonché misure contro il lavoro sommerso e disposizioni in tema di lavoro pubblico e di controversie di lavoro” interviene sulla disciplina delle pari opportunità e dell'impiego femminile.
In materia di impiego femminile, la legge delega il Governo:
- a prevedere incentivi e sgravi contributivi che consentano alle donne orari flessibili, “legati alle necessità della conciliazione tra lavoro e vita familiare”, per favorire l'aumento dell'occupazione in rosa;
- a rivedere la normativa vigente del congedo parentale, con l'aumento della loro massima estensione temporale e l'incremento degli indennizzi economici ad essi collegati, al fine di incentivare le donne a utilizzare di più questa agevolazione;
- a rafforzare i servizi per l'infanzia e agli anziani non autosufficienti, allo scopo di rendere reale la libertà di scelta nel campo del lavoro da parte delle donne.

La legge prevede anche che i Fondi comunitari – Fondo Sociale Europeo (FSE) e Programma Operativo Nazionale (PON) – vengano impiegati prima di tutto per incrementare l'occupazione femminile facendo in modo di supportare sia le attività formative che quelle di accompagnamento e inserimento nel mondo del lavoro.
In particolare si insiste sulla necessità di rafforzare le garanzie che consentano l'effettiva parità di trattamento tra donne e uomini in materia di occupazione: la stessa legge ipotizza la realizzazione di sistemi di raccolta ed elaborazione dati che siano in grado di far emergere e di misurare la discriminazione di genere, anche di tipo retributivo.
La legge richiede poi che si definiscano chiaramente i doveri dei datori di lavoro in tema di attenzione al genere ed esprime esplicitamente l'opportunità di potenziare e favorire lo sviluppo dell'imprenditoria femminile.
L'articolo 21 “Misure atte a garantire pari opportunità, benessere a chi lavora e assenza di discriminazioni nelle amministrazioni pubbliche” è interamente dedicato alle pari opportunità e al benessere di chi lavora nella Pubblica Amministrazione. Stabilisce che ogni Pubblica Amministrazione si doti obbligatoriamente di un "Comitato Unico di Garanzia per le pari opportunità, la valorizzazione del benessere di chi lavora e contro le discriminazioni", che sostituisce e unifica i preesistenti comitati per le pari opportunità e i comitati contro il fenomeno del mobbing.

## Le politiche e gli organismi di parità in Italia

### Gli organismi di parità
Gli organismi di parità sono strumenti di osservazione, discussione e promozione di politiche di uguaglianza fra i generi (donna - uomo) e fra le diversità (culturali, disabilità, orientamento sessuale, razza).

#### Il Dipartimento per le Pari Opportunità
Nel 1995, sulla scia della Conferenza Mondiale sulle donne di Pechino, nasceva il Ministero per le pari opportunità a cui ha fatto seguito il Dipartimento per le pari opportunità.
Istituito presso la Presidenza del Consiglio dei ministri, costituisce la struttura amministrativa e funzionale per la realizzazione delle politiche di parità governative ed assiste il Ministro per le Pari Opportunità. Sin dalla sua istituzione ha elaborato numerose proposte di leggi governative, sviluppato interventi di coordinamento degli organismi e rappresentato l'Italia presso le organizzazioni internazionali.

#### La Commissione Nazionale per la parità e le pari opportunità tra uomo e donna
Il 12 giugno 1984, in concomitanza agli altri paesi europei, veniva istituita la Commissione Nazionale per la parità e la pari opportunità tra uomo e donna presso la Presidenza del Consiglio, composta da 30 donne nominate nell'ambito delle associazioni e dei movimenti maggiormente rappresentative. Svolge un'importante azione di sensibilizzazione e di promozione per l'adeguamento della legislazione e per l'abolizione della segregazione sia orizzontale che verticale.

#### Il Comitato Nazionale di Parità
Il Comitato Nazionale di Parità fu creato nel 1983, presso il Ministero del Lavoro e della Previdenza Sociale, quale organismo consultivo a supporto dell'azione del Presidente del Consiglio, al fine di promuovere la rimozione dei comportamenti discriminatori per sesso e di ogni altro ostacolo all'uguaglianza delle donne nell'accesso al lavoro e sul lavoro e nella progressione professionale e di carriera. È composto da donne designate dalle organizzazioni sindacali rappresentative e dalle confederazioni sindacali dei datori di lavoro.

#### Il comitato per l'imprenditoria femminile, istituito presso il Ministero dell'Industria
È stato creato a sostegno della legge 215/92 per promuovere l'uguaglianza sostanziale e le pari opportunità per uomini e donne nell'attività economica e imprenditoriale fornendo lo sviluppo dell'imprenditoria femminile.

#### La consigliera o il consigliere nazionale di parità
Sono pubblici ufficiali nominati sia a livello nazionale (dove sono componenti del Comitato nazionale di parità) sia a livello regionale o provinciale (inseriti in organismi istituzionali in materia di lavoro). Essi hanno funzione di promozione e controllo dell'attuazione dei principi di uguaglianza di opportunità e non discriminazione per donne e uomini nel lavoro, hanno l'obbligo di segnalare all'autorità giudiziaria i reati di cui vengono a conoscenza.

#### Le commissioni di parità
Sono costituite a livello regionale - Commissioni Regionali di Parità costituite con leggi regionali - e locale - Commissioni Provinciali e Comunali - hanno formulato fin dagli anni '90 molteplici proposte e progettualità svolgendo un'importante funzione di rappresentanza e promozione delle politiche di genere sul territorio e ottenendo importanti risultati quali per es. la legge dell'imprenditoria femminile.

#### I Comitati Pari Opportunità
Istituiti sulla base dei Contratti Collettivi Nazionali del Lavoro, sono istituiti presso ogni amministrazione con i seguenti compiti:
- raccolta dati che l'amministrazione è tenuta a fornire
- formulazione di proposte
- promozione di iniziative

La legge 183 del 4 novembre 2010 ha sostituito i comitati per le pari opportunità con i comitati unici di garanzia per le pari opportunità, la valorizzazione del benessere di chi lavora e contro le discriminazioni.

#### I C.U.G.
Il "Comitato Unico di Garanzia per le pari opportunità, la valorizzazione del benessere di chi lavora e contro le discriminazioni" (C.U.G.), istituito con la legge 183/2010 (art.21) - che sostituisce e unifica i preesistenti comitati per le pari opportunità e i comitati contro il fenomeno del mobbing - è composto da membri designati dalle organizzazioni sindacali e dall'amministrazione, con presenza paritaria di parti sindacali e controparti datoriali e ha ruoli di consulenza, proposta e verifica ai fini del rispetto delle pari opportunità e della tutela dalla violenza.

### Pari opportunità e pubblica amministrazione
Alla IV conferenza mondiale sulle donne tenutasi a Pechino nel settembre 1995, furono proclamati due principi guida quali l'empowerment, per perseguire le condizioni per una presenza egualitaria di genere, nelle sedi in cui si assumono decisioni rilevanti per la vita della collettività, promuovendo una equivalente presenza di entrambi i generi, negli organismi di nomina governativa e negli incarichi di responsabilità della Pubblica Amministrazione.
Il secondo obiettivo è il mainstreaming, cioè l'integrazione dal punto di vista di genere nelle politiche governative da realizzare attraverso il coordinamento strutturale e permanente dell'azione dei ministeri, e verificando l'attuazione delle normative in materia di parità.
Il terzo, la diffusione dei dati e delle informazioni disaggregate per sesso.
Il quarto, il recepimento, nel processo di riforma dell'istruzione, dei saperi innovativi delle donne.
Tali principi sono stati recepiti dalla Direttiva P.C.M. 27 marzo 1997 "Azioni volte a promuovere l'attribuzione di poteri e responsabilità alle donne, a riconoscere e garantire libertà di scelte e qualità sociale a donne e uomini" (direttiva Prodi)
Il D. Lgs. 165/2001, all'art. 7 – comma 1 – Gestione delle risorse umane, stabilisce che le amministrazioni pubbliche garantiscono parità e pari opportunità tra uomini e donne per l'accesso ed il trattamento sul lavoro. L'art. 57 invece riserva alle donne almeno 1/3 dei componenti delle commissioni di concorso.
Al Forum PA 2010, il convegno “Le azioni per le pari opportunità nelle pubbliche amministrazioni” vede ai primi posti, per la presenza femminile, la regione Lazio; le province di Trieste, Pistoia e Reggio Emilia; il comune di Forlìfuturo@lfemminile al FORUM PA 2010.

### Sottorappresentanza delle donne in Italia

#### Situazione attuale
La situazione attuale vede, sul piano numerico, la sottorappresentanza politica e nei centri decisionali della donna, dato suffragato da molte statistiche. Da tempo ci si interroga su quali siano gli strumenti più idonei per perseguire e per raggiungere l'obiettivo di un'equilibrata rappresentanza fra i sessi, focalizzando l'attenzione sull'utilità e sulla praticabilità dell'azione di quote garantite, tenendo in considerazione anche il problema della legittimità del discriminare per uguagliare.
L'art. 3 della Costituzione, cita i due aspetti dell'uguaglianza formale e sostanziale. Se si fa riferimento alla sola uguaglianza formale, è difficile sostenere la legittimità costituzionale di qualsiasi previsione tendente ad azioni positive; se si fa riferimento, invece, al principio di uguaglianza sostanziale, sarebbe costituzionalmente lecita l'introduzione di azioni positive, limitatamente alla rimozione degli ostacoli di ordine economico e sociale.
L'inizio degli anni '90 è stato caratterizzato da una produzione normativa volta ad assicurare quote alla rappresentanza femminile. Questo fino alla sentenza n. 422/95 della Corte Costituzionale che contestava il principio di uguaglianza dichiarando illegittime tutte quelle norme che imponevano nella presentazione delle candidature qualsiasi forma di quote in relazione del sesso dei candidati.
La sentenza ha sostanzialmente respinto il meccanismo con il quale tale prima produzione normativa, si proponeva di raggiungere la meta del riequilibrio della rappresentanza femminile, costituendo però un punto di snodo nel processo di definizione degli strumenti giuridici diretti ad assicurare tale obiettivo.
Tra le varie proposte emerse, non necessariamente alternative:
- trovare soluzioni innovative, più vicine ai cosiddetti modelli deboli di azione passiva, basati sull'incentivazione e non su norme vincolanti;
- modificare le norme costituzionali per superare l'orientamento della giurisprudenza costituzionale.

#### Il dibattito giuridico sulle quote
In Italia, il dibattito in materia di riserva di quote a favore delle donne nella rappresentanza politica si è sviluppato in ambito dottrinale a partire dagli anni '90, alimentato dall'entrata in vigore delle leggi elettorali e poi dalle pronunce della Corte Costituzionale che hanno messo in discussione la legittimità delle azioni positive non solo nella rappresentanza politica, ma anche in altri contesti ed ambiti sociali.
Per essere costituzionalmente ammissibili e porsi effettivamente a servizio del pluralismo, le azioni positive devono fondarsi su un manifesto squilibrio sociale ed essere transitorie e temporanee, in quanto volte ad innescare processi di riequilibrio: di fatto le azioni positive devono mirare al proprio annientamento, onde evitare che raggiunto tale obiettivo, non costituiscano esse stesse, motivo di prevaricazione dell'altro genere o categoria/e sociale/i complementare/i a quella beneficiaria(garantendo nel tempo il pieno rispetto dei principi costituzionali)
Iniziative alternative alle quote:
- rimborsi delle spese elettorali a quei movimenti o partiti politici che incentivano, in politica, il genere meno rappresentato;
- creazione di banche dati di talenti appartenenti al genere meno rappresentato, dalle quali i partiti potrebbero attingere.

### Mancanza di quote nei Consigli Provinciali
Le elezioni al consiglio provinciale non includono le quote rosa. A seguito delle nuove elezioni del Consiglio provinciale di Salerno nel dicembre 2021, la Cav. Michelina Manzillo (OMRI)
ha denunciato una mancanza di parità di genere. Solo 2 consigliere su un totale di 16 sono donne. Manzillo denuncia che “ Questi dati sono lo specchio di una proporzione sbilanciata anche a livello nazionale, dove solo un terzo dei membri del Parlamento sono donne.”

#### La riforma dell'art. 51 della Costituzione
Dopo i rilievi mossi dalla Corte Costituzionale, all'art. 51 è stato aggiunto un secondo comma:
Rappresenta un grosso passo avanti nell'affermazione del principio di pari opportunità per la prima volta espresso nella Carta Costituzionale. La norma, programmatica, consentirà al legislatore di avere una grande scelta relativamente all'adozione di provvedimenti.

#### Le iniziative a livello comunitario
Nel 1984 è stata creata una commissione parlamentare per i diritti delle donne. Nel 1996 le 15 “ministre” dell'U.E. firmavano la Carta di Roma finalizzata al conseguimento di una più ampia rappresentanza delle donne nei luoghi decisionali.

#### Le azioni destinate alle strutture e ai sistemi con i finanziamenti del FSE (Fondo Sociale Europeo)
Si tratta di azioni non dirette alle persone ma a strutture e sistemi al servizio di individui destinatari delle politiche del FSE (Fondo Sociale Europeo) come i sistemi di lavoro, della formazione, dell'istruzione, della loro integrazione e del loro governo.
Sono misure che combattono la disoccupazione, sviluppano le risorse umane e promuovono un'integrazione sociale nel mercato del lavoro in modo duraturo, nell'ottica dell'uguaglianza fra uomini e donne e dell'osservazione delle linee guida V.I.S.P.O. (Valutazione Impatto Strategico Pari Opportunità). Il V.I.S.P.O., infatti, è un modello che indica modelli informativi sulla condizione delle donne nel mercato del lavoro, standard qualitativi per valutare i programmi che applicano il meanstreaming di genere, politiche di sostegno di mainstreaming.
Quattro sono gli ambiti d'azione delle politiche di sostegno FSE:
1. migliorare le condizioni di vita per rispondere ai bisogni delle donne;
2. migliorare l'accesso delle donne al mercato del lavoro e alla formazione;
3. migliorare la condizione delle donne sul lavoro e redistribuire il lavoro di cura;
4. promuovere la partecipazione delle donne alla creazione di attività socio-economiche.

L'azione di sistema ha le seguenti finalità:
- vagliare l'efficacia delle misure adottate
- sviluppare una rete di interlocutori e un'azione di sensibilizzazione
- monitorare l'evoluzione negli altri Stati membri di azioni simili per scambiare esperienze.

La programmazione delle azioni rivolte alle strutture e ai sistemi è avvenuta in due periodi di tempo, una prima programmazione è avvenuta per il periodo 2000-2006 e una seconda dal 2007 al 2013.
Nel primo periodo le azioni sono state classificate in aiuti alle persone, assistenza a strutture e sistemi e misure di accompagnamento. Nell'assistenza a strutture e sistemi lo scopo era quello di potenziare la formazione professionale, l'istruzione, il conseguimento delle qualifiche, la formazione di insegnanti e formatori, l'accesso dei lavoratori alla formazione professionale e all'acquisizione delle qualifiche, la funzionalità dei servizi di collocamento, il legame tra mondo del lavoro e istruzione/formazione/ricerca, i sistemi di previsione dei trends del mercato del lavoro.
Nell'ottica del sistema i dispositivi previsti a sostegno della qualificazione dell'offerta formativa prevedevano la certificazione di qualità e accreditamento dei soggetti attuatori, il trasferimento di buone prassi, l'orientamento, consulenza e formazione di formatori e operatori, certificazione delle competenze e dei crediti formativi, potenziamento delle strutture dei soggetti attuatori, nascita di reti /partenariati.
Pur non essendoci un riferimento al genere nelle azioni elencate, esse dovrebbero, tuttavia, essere fortemente collegate alle politiche di parità e al mainstreaming di genere, ma i rilievi che ne sono seguiti, hanno evidenziato che le tematiche di genere nel contesto del sistema tendono a svanire.
I monitoraggi effettuati hanno identificato nella classificazione e nella valutazione di tipo quantitativo la causa del non completo raggiungimento degli obiettivi fissati dal FSE.
Per il periodo 2007/2013 non è stata proposta alcuna classificazione delle attività ammissibili e non si è fatto alcun esplicito riferimento ad azioni rivolte a strutture e sistemi. Nelle Regioni italiane molte azioni territoriali sono presenti anche se non classificate e sostengono il principio di pari opportunità tra i generi.

### Gli interventi regionali rivolti a strutture e sistemi con riferimento esplicito al genere
Sono, soprattutto, quelli per favorire scambi di esperienze e buone pratiche sulle pari opportunità in genere e sul mercato del lavoro con un occhio di riguardo al settore femminile. Favorire l'inclusione nelle istituzioni e nel mercato del lavoro è stata la seconda delle finalità principali delle azioni adottate localmente con lo scopo di ridurre le disparità di genere. Alcune Regioni, inoltre, hanno focalizzato il loro intervento sull'innovazione e la produttività attraverso una migliore organizzazione e qualità del lavoro per favorire una migliore conciliazione tra la vita famigliare e quella professionale.
Al di là dei sistemi di riferimento e delle modalità, un'analisi più accurata dei progetti rileva che le azioni sono state accomunate da alcuni propositi prevalenti come il contrasto alla segregazione, il sostegno dei target svantaggiati nel mercato del lavoro, il sostegno all'occupazione femminile, l'attuazione di politiche di conciliazione, la lotta agli stereotipi, l'integrazione delle pari opportunità, l'orientamento in chiave di genere, il contrasto alla prostituzione e la valutazione in ottica di genere.
Nell'ambito più ristretto dell'offerta formativa con finalità di pari opportunità e mainstreaming, le azioni sono state di costruzione di modelli di orientamento, di contrasto alla segregazione orizzontale, predisposizione di mezzi di sostegno per conciliare vita privata e lavoro, integrazione del principio pari opportunità nel sistema della formazione, formazione e qualificazione di immigrati, sviluppo dell'occupazione femminile nei servizi sociali, il sostegno alle imprese femminili.
Inoltre, sono stati aumentati i servizi per la prima infanzia e i nidi, riqualificati gli operatori dei centri per l'impiego sul tema del genere, creati siti internet e portali con funzioni informative su strumenti disponibili per conciliare vita lavorativa e famigliare.
Nella provincia autonoma di Bolzano sono stati raggiunti i soggetti a rischio di esclusione sociale favorendo l'’inserimento sociale e lavorativo delle donne in condizioni di svantaggio che hanno apportato il loro contributo al sistema ma hanno anche intrapreso un processo di empowerment, mentre in Piemonte, nel settore socio educativo, sono nate nuove imprese femminili.
In Emilia-Romagna la lotta allo stereotipo del rapporto tra donna e cultura tecnica è stata combattuta attraverso materiali editoriali innovativi, mentre in Piemonte l'iscrizione a facoltà tecnico scientifiche è stata favorita attraverso l'erogazione di borse di studio. In Toscana per facilitare la flessibilità nel lavoro sono state introdotte forme di e-work e in Veneto sono state sperimentate metodologie di ricerca per sesso da applicare alla formazione continua.

### Pari opportunità e scelte scolastiche
Nel 2016 il Dipartimento Pari opportunità ha indicato come grave motivo di preoccupazione il fatto che recenti dati mostrano che sul totale degli iscritti al 1º anno delle scuole secondarie di secondo grado negli istituti tecnici – settore tecnologico, la percentuale femminile è pari solo al 16,3%. Se si prende poi a riferimento i corsi di laurea, nell’anno accademico 2014/2015 emergono rilevanti differenze di genere tra i vari settori di studio; infatti si registra una presenza massiccia delle donne nell’area Umanistica (75%), mentre tale presenza diminuisce man mano che si passa ad ambiti di carattere più scientifico o tecnico raggiungendo il minimo nell’area di “Ingegneria e Tecnologia” (31%). Per contrastare questo fenomeno ha indetto un bando per realizzare 100 campi estivi, indirizzati principalmente a ragazze delle scuole medie inferiori, per avere un approccio con scienze, matematica, informatica e coding